# Bertran
Bertran o Bertram (fl. XIII secolo) è il nome di diversi possibili trovatori occitani (tra i quali i più verosimili sono Bertran d'Alamannon e Bertran de Gordo) che appare in alcuni scambi di coblas o tenzones con diversi trovatori (Monge, Javare, Sordello, Uc de la Bacalaria e un certo Bernart) al quale vengono attribuiti in totale sette componimenti.